# Lista de localidades da província de Ambar
Esta é uma lista das localidades que fazem parte da província de Al-Anbar, no Iraque, separadas por distritos 

## Alcaim (distrito)
- Alcaim
- Al Karablah
- Al Ubaidi
- Al Ramanah
- Husaybah

## Ar-Rutba (distrito)
- Ar Rutba
- Al Waleed
- Nukhayb
- Tarbil
- Akashat
- Al Habbariyah
- Al Kasrah

## Faluja (distrito)
- Faluja
- Saqulauiah
- Amiriyah Fallujah
- Al Karmah
- Al Enaimih
- Al Habanyah
- Al Rahaliyah
- Al Khaldiya
- Al Zaidan
- Al Fars

## Anah (distrito)
- Anah
- Rawah
- Al Rihanih

## Hadita (distrito)
- Hadita
- Barwanah
- Haqlaniyah
- Aloos
- Alzawiha

## Hit (distrito)
- Hīt
- Kabisa
- Al Baghdadi
- Al Furat
- Al Mhamdy
- Al Khuthah
- Aqabah
- Azwaiha
- Jebbeh
- Hawija Heat

## Ar-Ramadi (distrito)
- Ramadi
- Sajariyah
- Hamariyah
- Husaibah Al Sharqiah
- Albu Faraj
- Aljbah